# Podgora, Dobrla vas
Podgora (nemško Unterbergen) je naselje v Občini Dobrla vas v Okraju Velikovec na Koroškem v Avstriji.